# أغستاش رمادي
أغستاش رمادي أو زوفا عملاقة رمادية (الاسم العلمي:Agastache cana) هي نوع من النباتات يتبع جنس الأغستاش من الفصيلة الشفوية.